# يعقوب (ممثل)
يعقوب هو ممثل هندي (وحمل سابقاً جنسية الراج البريطاني)، ولد في 1904 في الهند، وتوفي في 1958.

## وصلات خارجية
- يعقوب على موقع IMDb (الإنجليزية)
- يعقوب على موقع قاعدة بيانات الفيلم (الإنجليزية)